# الحرب الأبدية
الحرب الأبدية هي رواية خيال علمي للكاتب جو هالدمان نشرت في 1974 حصلت الرواية على جائزة نيبولا في 1975 وجائزة هوغو،جائزة لوكوس في 1976.